# Popillia bouyeri
Popillia bouyeri är en skalbaggsart som beskrevs av Limbourg 2006. Popillia bouyeri ingår i släktet Popillia och familjen Rutelidae. Inga underarter finns listade i Catalogue of Life.